# Juan Rosa
Juan Rosa Mateo (Málaga, 18 de noviembre de 1950 - Torremolinos, Málaga, 13 de diciembre de 2002) fue un humorista y actor español de origen gitano, más conocido como El Pulga o el más bajo del conjunto humorístico Dúo Sacapuntas.

## Biografía
Sus inicios profesionales fueron totalmente ajenos al mundo del espectáculo. Trabajó en un taller de pintura de coches, hasta que en 1978 se unió a Manuel Sarria para formar el conjunto humorístico Dúo Sacapuntas. Durante años trabajaron en diversos espectáculos en salas de fiesta y otros locales de ocio en la Costa del Sol.
La fama les llegó en 1987 cuando fueron seleccionados por Chicho Ibáñez Serrador para su concurso Un, dos, tres... responda otra vez. Juan daba vida a un torero frustrado apodado El Pulga, que se hizo con el cariño y la admiración del público. Las coletillas empleadas en sus sketches ("La plaza estaba abarrotá" y "22, 22, 22"...) saltaron al vocabulario popular y se mantuvieron durante años. Ambos humoristas se hicieron merecedores del Premio TP de Oro al Personaje más popular, otorgado por votación popular.
Tras la cancelación del programa, su popularidad fue decreciendo paulatinamente aunque continuó trabajando en espectáculos en directo y en el programa de Canal Sur Vaya.com, hasta poco antes de su fallecimiento.

## Fallecimiento
Juan Rosa falleció el 12 de diciembre de 2002. Su cuerpo fue encontrado por la policía y los bomberos en la cama de su domicilio en Torremolinos. Sus primeras autopsias indicaban que la causa de su muerte fue un infarto provocado por trombosis. Según su compañero, el Linterna, Juan padecía de diabetes y tuvo dolores en el pecho y el brazo izquierdo.